# Gran Trittico Lombardo de 2020
A 1.ª edição da clássica ciclista Gran Trittico Lombardo foi uma corrida de ciclismo em Itália que se celebrou a 3 de agosto de 2020 com início na cidade Legnano e final na cidade de Varese sobre um percurso de 199,7 quilómetros.
A corrida fez parte do UCI ProSeries de 2020, calendário ciclistíco mundial de segunda divisão, dentro da categoria UCI 1.pro. O vencedor foi o espanhol Gorka Izagirre do Astana. Completaram o pódio, como segundo e terceiro classificado respectivamente, o também espanhol do Astana Alex Aranburu e o belga Greg Van Avermaet do CCC.
A prova criou-se em maio de 2020, depois do reajuste de calendário provocado pela pandemia de doença por coronavirus, como união das três corridas que formam o Trittico Lombardo. Em princípio, esta devia ser sua única edição.

## Equipas participantes
Tomaram parte na corrida 21 equipas: 7 de categoria UCI WorldTeam convidados pela organização, 7 de categoria UCI ProTeam, 6 de categoria Continental e a selecção nacional da Itália. Formaram assim um pelotão de 146 ciclistas dos que acabaram 52. As equipas participantes foram:
| Equipes WorldTeam (7)- Astana - CCC Team - Mitchelton-Scott - Movistar Team - UAE Team Emirates - Ineos - Trek-Segafredo Equipes ProTeam (7)- Bardiani CSF Faizanè - Alpecin-Fenix - Androni Giocattoli-Sidermec - Circus-Wanty Gobert - Gazprom-RusVelo - Arkéa-Samsic - Vini Zabù-KTM Equipes Continentais (6)- Beltrami TSA-Marchiol - Amore & Vita-Prodir - Sangemini-Trevigiani-MG.Kvis - Colombia Tierra de Atletas-GW Bicicletas - Team Colpack-Ballan - NTT Continental Cycling Team Equipe nacional- Itália |
| |

## Classificações

### Classificação final
- As classificações finalizaram da seguinte forma:[4]

| \| Classificação geral \| Classificação geral \| Classificação geral \| Classificação geral \| Classificação geral \| \| Ciclista \| Ciclista \| Equipe \| Tempo \| \| \| ------------------- \| -------------------- \| --------------------------- \| ------------------- \| ------------------- \| \| 1. \| Gorka Izagirre \| Astana \| 4h41m02s \| \| \| 2. \| Alex Aranburu \| Astana \| + 27s \| \| \| 3. \| Greg Van Avermaet \| CCC Team \| + 27s \| \| \| 4. \| Michał Kwiatkowski \| Team Ineos \| + 27s \| \| \| 5. \| Vincenzo Nibali \| Trek-Segafredo \| + 27s \| \| \| 6. \| Jan Polanc \| UAE Team Emirates \| + 27s \| \| \| 7. \| Nicola Bagioli \| Androni Giocattoli-Sidermec \| + 27s \| \| \| 8. \| Louis Vervaeke \| Alpecin-Fenix \| + 28s \| \| \| 9. \| Alessandro De Marchi \| CCC Team \| + 30s \| \| \| 10. \| Jhonatan Narváez \| Team Ineos \| + 1m01s \| \| |                      |                             |          |
| |                      |                             |          |
| Fonte: ProCyclingStats |                      |                             |          |
| Classificação geral |                      |                             |          |
| Ciclista | Ciclista             | Equipe                      | Tempo    |
| 1. | Gorka Izagirre       | Astana                      | 4h41m02s |
| 2. | Alex Aranburu        | Astana                      | + 27s    |
| 3. | Greg Van Avermaet    | CCC Team                    | + 27s    |
| 4. | Michał Kwiatkowski   | Team Ineos                  | + 27s    |
| 5. | Vincenzo Nibali      | Trek-Segafredo              | + 27s    |
| 6. | Jan Polanc           | UAE Team Emirates           | + 27s    |
| 7. | Nicola Bagioli       | Androni Giocattoli-Sidermec | + 27s    |
| 8. | Louis Vervaeke       | Alpecin-Fenix               | + 28s    |
| 9. | Alessandro De Marchi | CCC Team                    | + 30s    |
| 10. | Jhonatan Narváez     | Team Ineos                  | + 1m01s  |

### UCI World Ranking
O Grande Tríptico Lombardo outorgou pontos para o UCI World Ranking para corredores das equipas nas categorias UCI WorldTeam, UCI ProTeam e Continental. As seguintes tabelas são o barómetro de pontuação e os 10 corredores que obtiveram mais pontos:
| Posição             | 1.º | 2.º | 3.º | 4.º | 5.º | 6.º | 7.º | 8.º | 9.º | 10.º | 11.º | 12.º | 13.º | 14.º | 15.º | 16.º-30.º | 31.º-40.º |
| Classificação geral | 200 | 150 | 125 | 100 | 85  | 70  | 60  | 50  | 40  | 35   | 30   | 25   | 20   | 15   | 10   | 5         | 3         |

| Classificação |                      |                             |       |
| Posição       | Ciclista             | Equipa                      | Geral |
| ------------- | -------------------- | --------------------------- | ----- |
| 1.º           | Gorka Izagirre       | Astana                      | 200   |
| 2.º           | Alex Aranburu        | Astana                      | 150   |
| 3.º           | Greg Van Avermaet    | CCC                         | 125   |
| 4.º           | Michał Kwiatkowski   | INEOS                       | 100   |
| 5.º           | Vincenzo Nibali      | Trek-Segafredo              | 85    |
| 6.º           | Jan Polanc           | UAE Emirates                | 70    |
| 7.º           | Nicola Bagioli       | Androni Giocattoli-Sidermec | 60    |
| 8.º           | Louis Vervaeke       | Alpecin-Fenix               | 50    |
| 9.º           | Alessandro De Marchi | CCC                         | 40    |
| 10.º          | Jhonatan Narváez     | INEOS                       | 35    |